# NGC 6146
NGC 6146 ist ein 12,5 mag heller ellipsenförmiger Blazar vom Hubble-Typ E2 im Sternbild Herkules und etwa 401 Millionen Lichtjahre von der Milchstraße entfernt.
Er wurde am 18. März 1787 von Wilhelm Herschel mit einem 18,7-Zoll-Spiegelteleskop entdeckt, der dabei „vF, vS“ notierte.